# Arkady Fiedler
Arkady Fiedler (28 tháng 11 năm 1894 tại Poznań – 7 tháng 3 năm 1985 tại Puszczykowo) là một nhà văn, nhà báo và nhà thám hiểm người Ba Lan.

## Cuộc đời
Arkady Fiedler học triết học và khoa học tự nhiên tại Đại học Jagiellonian ở Kraków và sau đó ở Poznań, rồi ông theo học Đại học Leipzig. Khi đang là một sĩ quan thuộc lực lượng dự bị của Quân đội Ba Lan, ông tham gia Cuộc nổi dậy Đại Ba Lan vào năm 1918. Ông là một trong những người lập ra Tổ chức Quân đội Ba Lan từ năm 1918 đến năm 1920.
Arkady Fiedler đã đến Mexico, Đông Dương, Brazil, Madagascar, Tây Phi, Canada và Hoa Kỳ, cùng nhiều quốc gia khác. Ông đã viết 32 cuốn sách được dịch ra 23 thứ tiếng và bán được tổng cộng hơn 10 triệu bản. Cuốn sách nổi tiếng và được yêu thích nhất của ông là Squadron 303. Tác phẩm này được viết vào năm 1942, kể về Phi đội Kościuszko huyền thoại đã chiến đấu trong Trận chiến nước Anh như thế nào. Cuốn sách đã bán được hơn 1,5 triệu bản. Cuốn sách Thank You, Captain, Thank You! cũng tương tự, kể lại những nỗ lực chiến đấu của các thủy thủ Ba Lan. Arkady Fiedler đã viết nhiều sách về các chuyến đi của mình để giới thiệu các nền văn hóa, phong tục và các kỳ quan thiên nhiên. Từ năm 1954, ông cho xuất bản một sê-ri truyện phiêu lưu lịch sử dành cho giới trẻ.

## Gia đình
Gia đình của Arkady Fiedler bao gồm vợ ông là Maria và hai con trai. Tất cả họ đến nay vẫn còn sống. Bảo tàng Arkady Fiedler ở Puszczykowo được điều hành bởi gia tộc với niềm tự hào to lớn về di sản ông để lại.

## Sách tiêu biểu của Arkady Fiedler đã được dịch sang tiếng Anh

### Sách lẻ
- Squadron 303 (Dywizjon 303, 1940)
- Thank You, Captain, Thank You! (Dziękuję ci, kapitanie, 1944)
- The Madagascar I Love
- The River of Singing Fish (Ryby śpiewają w Ukajali, 1935) - về Rừng mưa Amazon

### Sê-ri Jan Bober
- Robinson Crusoe Island]] (Wyspa Robinsona, 1954)
- Orinoco (Orinoko, 1957)
- White Jaguar (Biały Jaguar, 1980)

## Du lịch
- 1927 - Bắc Na Uy
- 1928 - Nam Brazil
- 1933 - Amazonia and đông Peru
- 1935 - Canada
- 1937 - Madagascar (cụ thể là Ambinanitelo)
- 1939 - Tahiti
- 1940 – Pháp, Anh
- 1942-1943 – Hoa Kỳ, Trinidad, Guiana, Brasil
- 1945 - Canada
- 1948 - Mexico
- 1952-1953 - USSR (Georgia)
- 1956-1957 – Đông Dương (bắc Việt Nam, Lào, Campuchia)
- 1959-1960 – Châu Phi (Guinea, Ghana)
- 1961 – Tây-Bắc Canada
- 1963-1964 - Brazil, Guiana
- 1965-1966 - Madagascar
- 1967 - Brazil
- 1968 - USSR (đông Siberia)
- 1969 - Nigeria
- 1970 - Peru
- 1971 – Tây Phi
- 1972 - Canada (British Columbia, Alberta, Quebec)
- 1973 – Nam Mỹ
- 1975 - Canada (Ontario, Quebec)
- 1976-1977 – Tây Phi
- 1978-1979 - Peru
- 1980 - Canada
- 1981 – Tây Phi